# هومر سي. باركر
هومر سي. باركر هو محامي وسياسي أمريكي، ولد في 25 سبتمبر 1885، وتوفي في 22 يونيو 1946 في أتلانتا في الولايات المتحدة. نشط حزبياً في الحزب الديمقراطي. وقد انتخب عضو مجلس النواب الأمريكي ‏.